# Quint Sexti (filòsof)
Quint Sexti (llatí: Quintus Sextius) va ser un filòsof estoic romà contemporani de Juli Cèsar. Formava part de la gens Sèxtia, una gens romana d'origen plebeu.
Els seus discursos sovint són elogiats per Sèneca, que admirava especialment una de les seves obres el títol de la qual no anomena. Sèneca diu que va rebutjar el càrrec de senador quan li va ser ofert per Juli Cèsar, i que era vegetarià.